# 参知政事
参知政事（さんちせいじ）は、中国唐代から明代まで存在した官職名。宋代においては宰相職である同中書門下平章事の補佐として執政と呼ばれ、政治の大きな部分を占めた。参政と略される。
唐では中書令・尚書令・門下侍中の三職が宰相職とされていたが、太宗が尚書令に就いていた時期があったために唐代では尚書令は空席とされ、本来は次官である僕射が宰相となり、中書令・尚書令・左右僕射の四人が皇帝を前にして宰相会議を開き、政策を決定されることになった。
しかしこれとは別にこれら四人よりも低い位の（主に尚書省の）官僚が皇帝の命により宰相に任じされることがあった。この時に同中書門下平章事や参知政事などの称号を授けられる。
北宋になって中書門下省の長として同中書門下平章事が正式な宰相職となると参知政事は中書門下の副官となり、枢密使などと共に執政と呼ばれ、宰相会議の一員として政治の枢要を占めた。
北宋中期、元豊年間に神宗により元豊の改革が実行される。同中書門下平章事と参知政事は廃止され、代わって尚書左僕射兼門下侍郎・尚書右僕射兼中書侍郎の二名が宰相に、尚書左丞・尚書右丞の二人が副宰相とされた。
その後、北宋が滅亡して南宋になった後に一時的に同中書門下平章事・参知政事が復活され、最終的に左右丞相が宰相、参知政事が副宰相となった。
元においては中央官庁である中書省の長官である中書令、地方機関である行中書省に参政がおかれた。後の明代に廃止される。